# Дионисиос Соломос
Дионисиос Соломос (на гръцки: Διονύσιος Σολωμός) е гръцки поет.

## Биография
Роден през 1798 г. в Закинтос. Син на комит Николаос Соломос. На 10-годишна възраст е изпратен да учи в Италия. Там прекарва цялото си детство. Завършва право през 1818 г. и се завръща в родния о. Закинтос.
Оттогава започват опитите му да пише стихове. Първоначално пише само на италиански език. По-късно (1821) под влияние на приятеля си Яковос Пулилас и Харилаос Трикупис започва да твори на родния си език.
През 1822 г. напуска о. Закинтос и се премества на остров Корфу, където остава до края на дните си. На Корфу се превръща в духовен водач на местното интлектуално общество.
Дионисиос Соломос е считан за родоначалник на съвременната гръцка поезия. Обявен е за национален поет на Гърция. Написва поемата „Химн за прослава на свободата“, която през 1864 г. е обявена за химн на Гърция.
Творчество: поеми „Химн за прослава на свободата“, „Лудата майка“ и „Братя“(1821), „Ода за смъртта на лорд Байрон“ (1840), „Диалог“ (1855), „Свободните обсадени“ (1858, незавършена) и много други стихове и фрагменти от различни проекти. След смъртта му Г. Калозгурос превежда стиховете написани на италиански език в периода 1847 – 1851 г.